# Rocca Susella
Rocca Susella är en kommun i provinsen Pavia i regionen Lombardiet i Italien. Kommunen hade 218 invånare (2018).